# Kaiser Franz Joseph I. Jubiläumsfonds für Werkstättengebäude und Volkswohnungen
Der Kaiser Franz Joseph I. Jubiläumsfonds für Werkstättengebäude und Volkswohnungen ist ein 1908 gegründeter Fonds zur Förderung von Geschäftslokalen und Wohnraum für Gewerbetreibende (Handwerker) in Wien.

## Geschichte und Organisation des Fonds
Im Vortrag (Bericht) des Ministers für öffentliche Arbeiten Albert Gessmann an den Ministerrat am 2. Juli 1908 wurde der Fonds „einerseits als Wohnbauförderungsidee, andererseits aber auch als wichtiger Beitrag zur Gewerbeförderung verstanden“. Die Genehmigung des Ministerratsbeschlusses hinsichtlich des Namens des Fonds erfolgte durch Kaiser Franz Joseph I. am 15. Juli 1908 in Bad Ischl.
Die Verwaltung des Fonds obliegt einem Kuratorium mit Vertretern der Bundeshauptstadt Wien und des Bundes. Kuratoriumsmitglieder waren unter anderen Franz Hoß, Peter Heindl, Walter Fuchs und Alexander Mickel.
Eine einstimmige Statutenänderung wurde in der Stadtsenatssitzung vom 23. März 2004 beschlossen.
Die historische Bedeutung des Fonds für die Ausbildung eines gemeinnützigen Wohnbausektors in Österreich bestand vor allem in der statutarisch festgelegten Gewinnbeschränkung (vgl. § 8 Reservefonds).

### Der Jubiläumswerkstätten-Hof

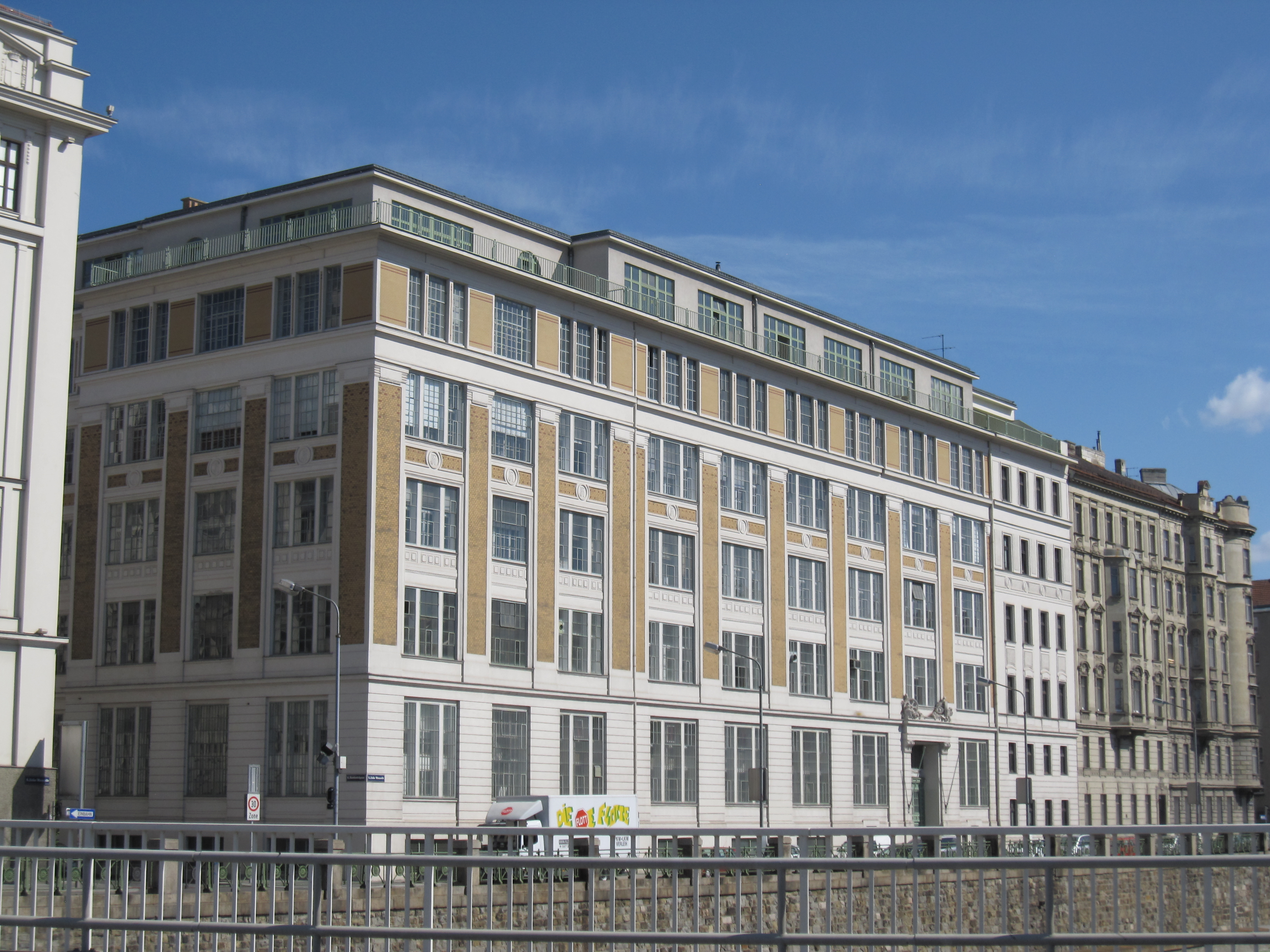
Jubiläumswerkstättenhof

Die Gemeinde Wien hat mit Beschluss vom 28. April 1908 ein 5.400 Quadratmeter großes Grundstück (ehem. Gumpendorfer Schlachthaus in Mollardgasse 85) in den Fonds eingebracht und entsprechend gewidmet. Auf dem Grundstück entstand 1909 der sogenannte Jubiläumswerkstättenhof oder oft auch Mollardhof wegen der Anschrift Mollardgasse 85a genannt, mit 150 Werkstätten und 40 Wohnräumen, heute auch Linke Wienzeile 178. 1944 wurde das Gebäude durch eine Bombardierung schwer beschädigt. Die Schäden wurden nach dem Krieg bald wieder beseitigt.
Mit Bescheid des BMI vom 10. August 1955, GZ 105.287-10/55, wurde der mit Bescheid des ehemaligen Ministeriums für innere und kulturelle Angelegenheiten vom 18. Januar 1939, Zl. II II/4-104.970/39, aufgelöste Fonds gemäß §§ 1 Abs. 1 lit. a und 6 des Stiftungs- und Fondsreorganisationsgesetzes vom 6. Juli 1954, BGBl.Nr. 197 wiederhergestellt, da die mit dieser Auflösung verbundene Übertragung des Vermögens an die Gemeinde Wien mit der Auflage, die Vermögenschaften entsprechend der bisherigen Widmung des Fonds zu verwenden, „eine Maßnahme im Zusammenhang mit der nationalsozialistischen Machtübernahme darstelle“ und „somit die Voraussetzungen für die amtswegige Wiederherstellung der Rechtspersönlichkeit des Fonds gegeben“ sind.
Am 9. Jänner 1963 erfolgte die Löschung des Darlehens aus dem Jahre 1924 über 400 Mio. Kronen, das über mehrere Umwandlungen auf die Darlehen, die für die Errichtung aufgenommen wurden, zurückgeht (Grundbuch EZ 1317, KG Mariahilf). Mit Bescheid des Bundesdenkmalamtes vom 19. November 1997, GZ 16.188173/97 wurde festgestellt, dass die Erhaltung der Werkstättengebäude in Wien 6, Linke Wienzeile 178/Mollardgasse 85 gemäß §§ 1 und 3 des Denkmalschutzgesetzes (BGBl.Nr. 533/1923 i. d. F. 473/1990) im öffentlichen Interesse gelegen ist und damit unter Denkmalschutz gestellt wird.
Im Jahre 2000 begann eine Generalsanierung des Gebäudes, die 2003 abgeschlossen wurde. 2013 wurde eine Photovoltaikanlage auf dem Flachdach des Werkstättengebäudes errichtet.
Eine Anmietung von Räumlichkeiten ist nur gegen Vorlage eines Gewerbescheines möglich (Realkanzlei Sodoma, 1060 Wien).
Am 11. April 2013 wurde über Ersuchen der Bezirksvorstehung für den 6. Bezirk an der Außenfassade eine Gedenktafel für Reinhold Duschka angebracht, der in seiner Werkstätte in der Mollardgasse 85a die jüdische Chemikerin Regina Steinig, geb. Treister und ihre elfjährige Tochter Lucia Treister (* 1929), später verh. Heilman vier Jahre lang versteckte und ihnen damit Schutz vor Verfolgung und Deportation bot.

### Weitere Aktivitäten des Fonds in Wien
2015 begannen die Planungen und Vorbereitungen für den Ankauf von historischen Werkstätten auf dem Gelände des ehemaligen Gaswerks Leopoldau in Wien-Floridsdorf, um sie nach Sanierung und Erlangung der entsprechenden behördlichen Bewilligungen für den Werkstättenbetrieb den Fondszwecken als Förderung für Kleinbetriebe zuzuführen. Damit sollen auch in unmittelbarer Nähe liegende Arbeitsstätten für die Bewohner der auf dem übrigen Areal des ehemaligen Gaswerks vorgesehenen Wohnungen geschaffen werden, die großteils als Sozialwohnungen errichtet wurden. Dies entspricht auch der ursprünglichen Idee des Fonds „Wohnen und Arbeiten unter einem Dach“, um damit das Verkehrsaufkommen in Wien zu entlasten. Eine entsprechende Liegenschaft auf dem Gebiet des ehemaligen Gaswerks Leopoldau wurde 2017 vom Fonds erworben und mit den Umbau- und Sanierungsarbeiten der denkmalgeschützten Objekte in Werkstätten im Dezember 2021 begonnen.

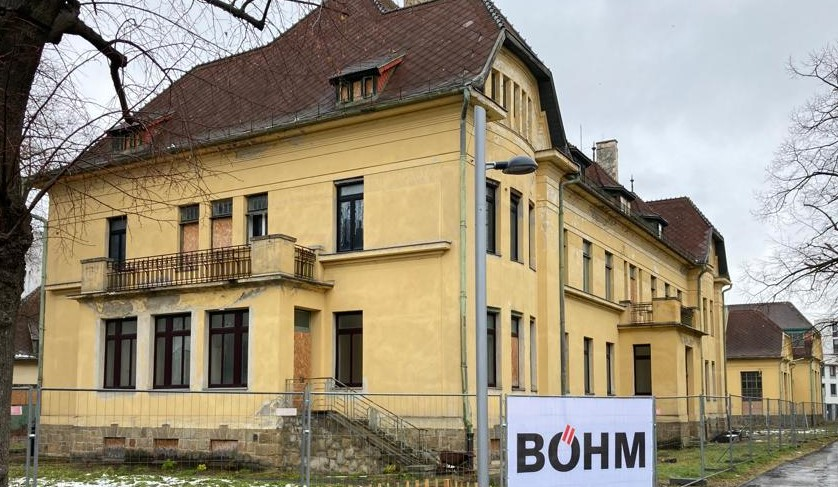
Erweiterung der Werkstättenfondsgebäude in Wien 22, Dezember 2021

Die umfangreichen Umbau- und Sanierungsarbeiten wurden Anfang 2024 abgeschlossen und umgehend mit der Vermietung der Werkstätten begonnen.
Mit Stand Herbst 2024 sind bereits 2 Drittel der Objekte vermietet.